# Chrysolina vignai
Chrysolina vignai es un coleóptero de la familia Chrysomelidae.
Fue descrita científicamente en 1978 por Daccordi.